# Vrede (Vrijstaat)
Vrede is een plaats in de Zuid-Afrikaanse provincie Vrijstaat.
Vrede telt ongeveer 2000 inwoners en is het bestuurlijke centrum van de gemeente Phumelela.

## Subplaatsen
Het nationaal instituut voor de statistiek, Stats SA, deelt sinds de census 2011 deze hoofdplaats in in 3 zogenaamde subplaatsen (sub place):
Vrede Industrial • Vrede SP • Vrede SP1.

## Geboren in Vrede
- André Brink (1935 - 2015), schrijver